# Torx

Diseño de una cabeza de tornillo Torx

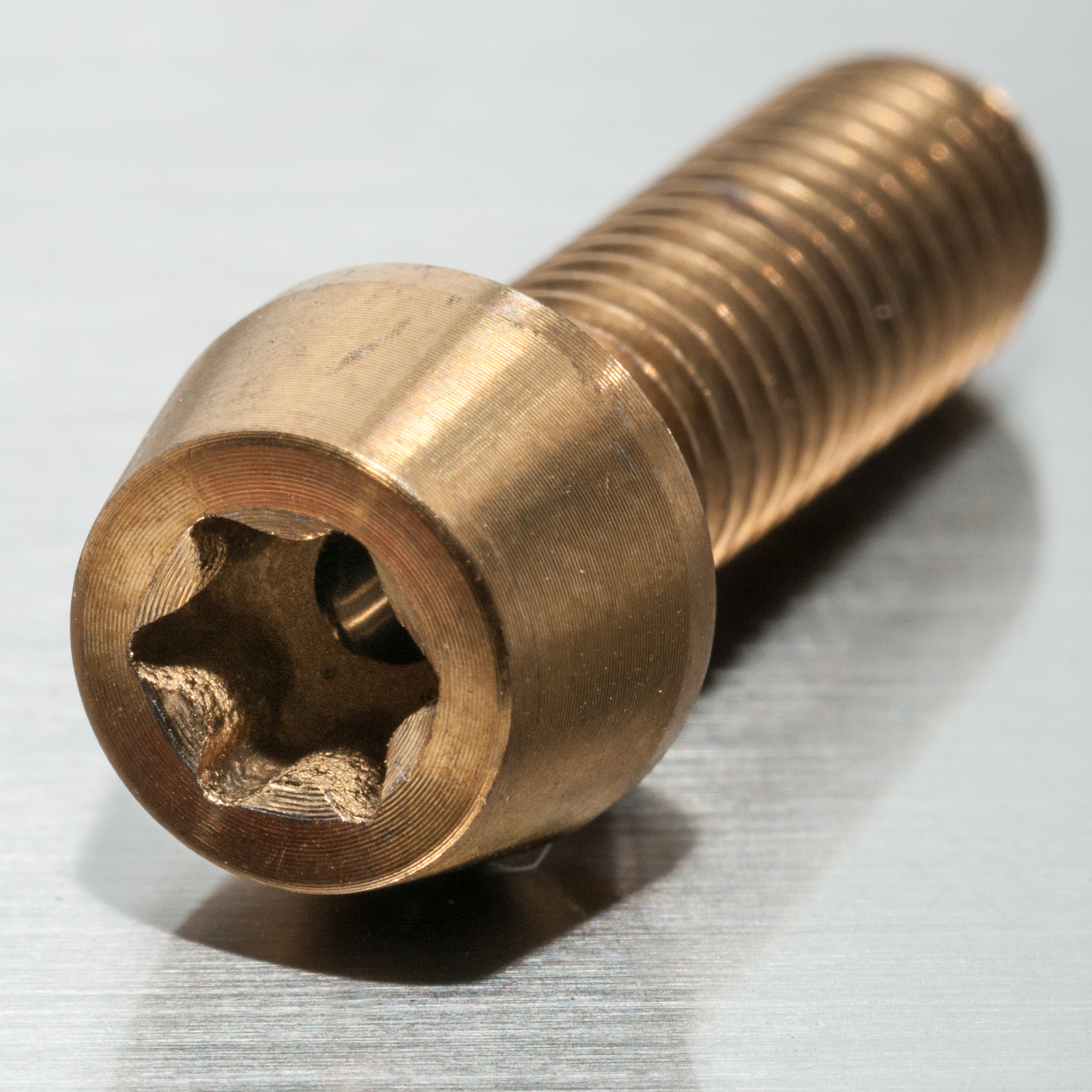

Torx es la patente de un tipo de cabeza de tornillo caracterizado por una forma estrellada de seis puntas. Fue desarrollado en 1967 por Camcar Textron, y los que no conocen dicho estilo suelen referirse a ellos como «destornillador de estrella», aunque ese es el nombre de los destornilladores Philips. El nombre genérico es sistema de atornillado interno hexalobular, y es un estándar ISO, concretamente el ISO 10664.
Gracias a su diseño, los tornillos Torx son más resistentes que los Phillips o los de cabeza ranurada a la aplicación de un par superior al que resiste el tornillo; el Phillips, por ejemplo, está diseñado para que, al aplicar un par superior al que resiste el tornillo, la punta del destornillador resbale y salga por sí solo del hueco. Los Torx, por el contrario, fueron diseñados para su uso en fábricas donde los destornilladores automáticos tienen ya en cuenta este factor y de manera automática limitan el par que aplicarán. Además, Textron afirma que la durabilidad de estas cabezas es 10 veces superior al de las tradicionales.
Los tornillos Torx se encuentran fácilmente en los automóviles y en sistemas informáticos (por ejemplo, Compaq utiliza exclusivamente la medida T15 en sus sistemas), además de en la electrónica de consumo, aunque se van haciendo cada vez más populares en la construcción.

## Tamaños

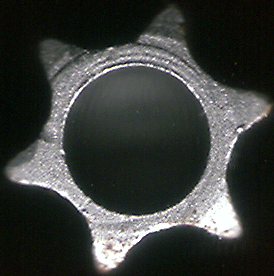
Punta Torx con cabeza de seguridad. Se aprecia la oquedad interior.

Los tamaños de cabeza Torx se nombran anteponiendo la letra T a un número. A menor número, menor es la distancia entre las puntas del tornillo. Los tamaños más habituales son T10, T15 y T25, aunque pueden ser tan grandes como T100. Solo la medida exacta es la adecuada para cada tornillo, ya que utilizar una medida menor puede dañar tanto la cabeza del destornillador como el tornillo.
Se puede utilizar un destornillador Torx de la medida adecuada para actuar sobre tornillos hexagonales (Allen), aunque no a la inversa.
En la siguiente tabla se reflejan la máxima fuerza de par admitida en el atornillado con cada tamaño de cabeza Torx existente en el mercado:

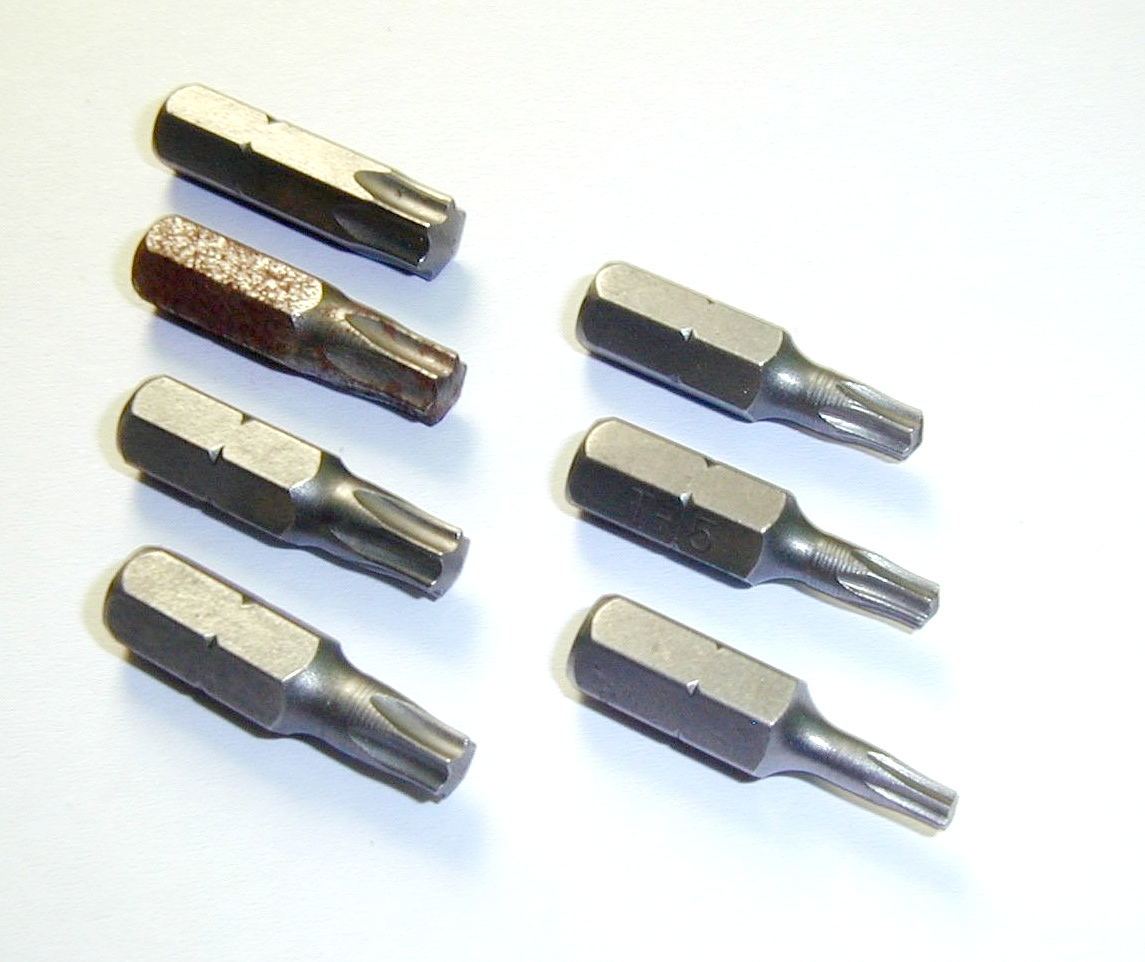
Juego de puntas Torx de varios tamaños

| Tamaño de punta Torx | Diámetro de punta a punta (mm) | Par de fuerza máximo (Nm) |
| -------------------- | ------------------------------ | ------------------------- |
| T1                   | 0,81                           | 0,02 a 0,03               |
| T2                   | 0,93                           | 0,07 a 0,09               |
| T3                   | 1,10                           | 0,14 a 0,18               |
| T4                   | 1,28                           | 0,22 a 0,28               |
| T5                   | 1,42                           | 0,43 a 0,51               |
| T6                   | 1,70                           | 0,75 a 0,90               |
| T7                   | 1,99                           | 1,40 a 1,70               |
| T8                   | 2,31                           | 2,20 a 2,60               |
| T9                   | 2,50                           | 2,80 a 3,40               |
| T10                  | 2,74                           | 3,70 a 4,50               |
| T15                  | 3,27                           | 6,40 a 7,70               |
| T20                  | 3,86                           | 10,50 a 12,70             |
| T25                  | 4,43                           | 15,90 a 19,00             |
| T27                  | 4,99                           | 22,50 a 26,90             |
| T30                  | 5,52                           | 31,10 a 37,40             |
| T40                  | 6,65                           | 54,10 a 65,10             |
| T45                  | 7,82                           | 86,00 a 103,20            |
| T50                  | 8,83                           | 132 a 158                 |
| T55                  | 11,22                          | 218 a 256                 |
| T60                  | 13,25                          | 379 a 445                 |
| T70                  | 15,51                          | 630 a 700                 |
| T80                  | 17,54                          | 943 a 1048                |
| T90                  | 19,92                          | 1334 a 1483               |

## Variantes
- Existe una versión llamada Torx de seguridad, Torx antiforzado o «Torx inviolable» (Torx TR, Tamper-Resistant). Dichos tornillos tienen, en el centro del hueco, un pequeño saliente que impide que se pueda utilizar un destornillador Torx clásico, al impedir que encaje en la cabeza.
- Otra versión es el llamado Torx externo, donde la cabeza del tornillo tiene la misma forma que el destornillador, y hace falta un destornillador también "invertido" para poder actuar sobre ellos.
- El Torx plus es más resistente, y permite aplicar un mayor par sobre el tornillo. Es una variante patentada, y por ello su introducción en el mercado está siendo lenta. Un destornillador Torx estándar puede actuar sobre un tornillo Torx plus, pero no a la inversa. También cuentan con una versión de seguridad.
- Una variante con la misma forma, TTAP, permite una mayor profundidad de inserción del destornillador, impidiendo que este se tambalee una vez insertado en el tornillo. Los destornilladores Torx estándar pueden utilizarse con los TTAP, aunque no a la inversa, debido a la mayor profundidad de este último. También cuenta con versiones de seguridad.